# Ludovingen
De Ludovingen waren een heersersdynastie in het middeleeuwse Thüringen en Hessen. Hun stamvader, Lodewijk de Bebaarde (die een broer Hugo had, wiens zoon Wichman heette), stamde uit een genealogisch niet verder bekend adellijk geslacht, dat – zoals de ermee verwante Reginbodonen – nauw verbonden was met het aartssticht Mainz en (ook) bezittingen had aan het midden van de Main.

## Lijst van Ludovingische graven en landgraven
- ? –1080 Lodewijk de Bebaarde (graaf van Schauenburg)
- 1080–1123 Lodewijk de Springer (graaf van Schauenburg)
- 1123–1140 Lodewijk I (eerste landgraaf, vanaf 1131)
- 1140–1172 Lodewijk II de IJzere
- 1172–1190 Lodewijk III de Vrome
- 1190–1217 Herman I
- 1217–1227 Lodewijk IV de Heilige
- 1227–1241 Herman II
- 1241–1247 Hendrik Raspe